# Senj
Senj je mesto in pristanišče v Liško-senjski županiji na Hrvaškem. Leta 1991 je bilo v današnjem upravnem območju mesta (hrv. Grad Senj) 6.000 prebivalcev, 2021 skoraj enako število (5973, v začetku 20. stoletja še okoli 16.000), istega leta je imelo samo mesto 4164 (2011 še 4.800; upravno območje mesta 7.200). Mestna občina obsega 27 naselij, med katerimi so: Sveti Juraj, Krasno, Senjska Draga, Pijavica, Bunica, Jablanac, Volarice, Crni Kal, Veljun Primorski, Melnice, Biljevine, Lukovo, Stolac, Klada, Vratnik, Sitnica, Starigrad.
Leži ob Velebitskem kanalu amfiteatralne lege v vznožju Vratniškega prelaza, ki se z višino 698 mnm pne nad Senjem, ob glavni cesti Reka–Split. Mesto je zelo izpostavljeno burji, tako da je pozimi eno najhladnejših mest na hrvaški obali Jadrana.
Najstarejše mesto severnega Jadrana ima polkrožno obliko. S treh strani ga obkrožajo visoki gorski grebeni, na četrti strani pa je morje (Senjska vrata). V polkrožnem zalivu sta dva valobrana in trije pomoli. Na obeh valobranih in enem pomolu stojijo svetilniki. Luka ni varna ob severozahodnem in zahodnem vetru, ne priporočajo pa je niti ob burji. Pristajati je možno na vseh treh pomolih in obeh valobranih.
Iz pomorske karte je razvidno, da svetilnik, ki stoji na koncu severnega valobrana, dolgega 50 m, oddaja svetlobni signal: R Bl 3s. Na tem valobranu stoji tudi 10-tonsko dvigalo. Svetilnik, ki stoji na koncu drugega 40 m dolgega valobrana, oddaja svetlobni signal B Bl(3) 10s. Nazivni domet svetilnika je 6 milj. Svetilnik na pomolu pa oddaja svetlobni signal: Z Bl 2s.

## Zgodovina
Senj je slovito zatočišče uskokov, vztrajnih borcev proti Turkom in Benečanom, v 16. in 17. stoletju, zelo spretnih v bojih na kopnem in izkušenih na vodi. Senj je bil naseljen že predrimskih časih, rimska Senia pa je bilo važno trgovsko središče in pristanišče. To zgodovinsko mesto ima zelo bogato preteklost. V 10. stoletju je bilo pomembno središče glagoljaštva. Od leta 1493 naprej so tukaj tiskali tekste v glagolici. Senj je postal sedež škofije v letu 1154; 1630 se je ta združila z Modrušem v Senjsko-modruško škofijo, ki se je 1969 združila z reško v Reško-senjsko nadškofijo, 2000 pa spet razdružila, ko je bila na novo ustanovljena Gospiško-senjska škofija. V 13. stol. je mesto pripadalo Frankopanom, nato si ga je 1469 prisvojil ogrsko-hrvaški kralj Matija Korvin, leta 1526 pa Avstrija. Od začetka 16. stol. je bil Senj zatočišče in svojstvena država senjskih uskokov, doseljencev iz Bosne, ter iz delov Dalmacije, ki so bežali pred turško oblastjo. Leta 1617 so Avstrijci uskoke razselili, njihove ladje pa potopili.
Med številnimi spomeniki te burne preteklosti, ki so se v večji ali manjši meri ohranili do danes, je najznamenitejša utrdba Nehaj, ki jo je senjski kapitan Ivan Lenković leta 1558 zgradil na hribu nad mestom. V samem naselju, ki je v dobršni meri ohranilo nekdanjo strukturo in podobo, so največje znamenitosti Velika placa, eden najlepših baročnih trgov severnega dela jadranske obale, in frančiškanski samostan ter romanska katedrala sv. Marije, ki je bila zgrajena ob koncu 11. stol. in znatno preurejena v 18. in 20. stol., ter mestni muzej v gotsko-renesančni palači Vukasović, zgrajen v 15. stoletju.
Čeprav je leta 1969 Senj tudi formalno izgubil škofijski sedež, pa so v mestu še naprej ostali škofijski in kapiteljski arhiv, škofijska knjižnica in zakladnica senjske katedrale s Stalno razstavo cerkvene umetnosti.

## Demografija
| Pregled števila prebivalcev po letih | Pregled števila prebivalcev po letih | Pregled števila prebivalcev po letih | Pregled števila prebivalcev po letih | Pregled števila prebivalcev po letih | Pregled števila prebivalcev po letih | Pregled števila prebivalcev po letih | Pregled števila prebivalcev po letih | Pregled števila prebivalcev po letih | Pregled števila prebivalcev po letih | Pregled števila prebivalcev po letih | Pregled števila prebivalcev po letih | Pregled števila prebivalcev po letih | Pregled števila prebivalcev po letih | Pregled števila prebivalcev po letih |      |      |
| ------------------------------------ | ------------------------------------ | ------------------------------------ | ------------------------------------ | ------------------------------------ | ------------------------------------ | ------------------------------------ | ------------------------------------ | ------------------------------------ | ------------------------------------ | ------------------------------------ | ------------------------------------ | ------------------------------------ | ------------------------------------ | ------------------------------------ | ---- | ---- |
| 1857                                 | 1869                                 | 1880                                 | 1890                                 | 1900                                 | 1910                                 | 1921                                 | 1931                                 | 1948                                 | 1953                                 | 1961                                 | 1971                                 | 1981                                 | 1991                                 | 2001                                 | 2011 | 2021 |
| 2953                                 | 3496                                 | 3039                                 | 2785                                 | 3182                                 | 3296                                 | 3036                                 | 3072                                 | 2722                                 | 3093                                 | 3903                                 | 4906                                 | 5536                                 | 5998                                 | 5491                                 | 4810 | 4164 |